# گسیل‌های دریایی عثمانی در اقیانوس هند

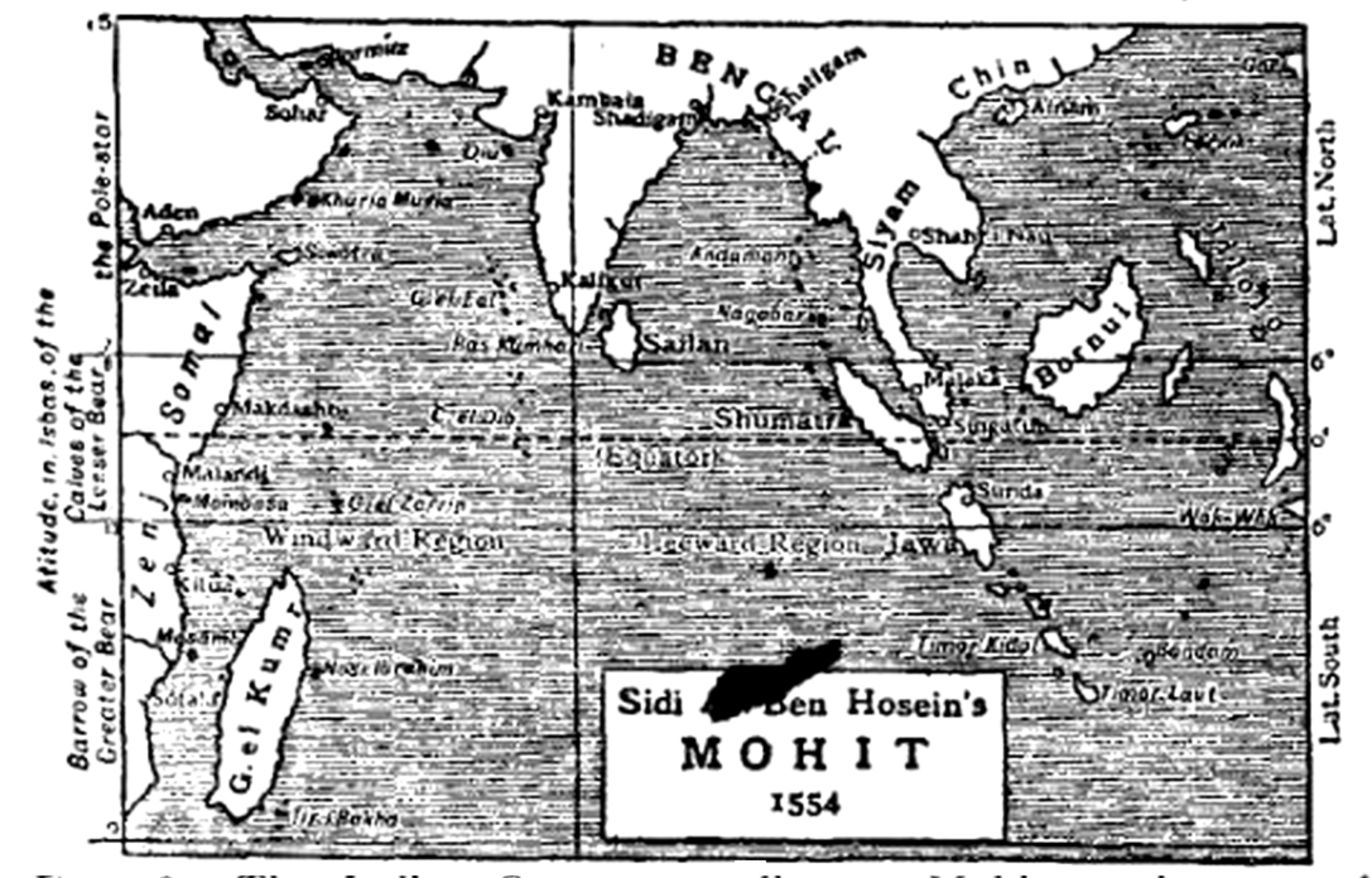
نقشه بازسازی‌شده اقیانوس هند طبق گفته‌های دریادار عثمانی، سیدی علی رئیس، در کتاب محیط (۱۵۵۴)

گسیل‌های دریایی عثمانی در اقیانوس هند (به ترکی استانبولی: Hint Deniz seferleri) مجموعه‌ای از عملیات‌های زمینی و دریایی امپراتوری عثمانی در اقیانوس هند در قرن شانزدهم بودند. در زمان سلطنت سلیمان یکم بین سال‌های ۱۵۳۸ و ۱۵۵۴ چهار گسیل انجام شد.
گاه کمک‌های عثمانی به آچه (واقع در در سوماترا، اندونزی امروزی) در سال ۱۵۶۹ نیز به عنوان بخشی از این گسیل‌ها در نظر می‌گیرند. هرچند که این گسیل‌ها نظامی نبودند.